# باول ساتكليف
باول ساتكليف (بالإنجليزية: Paul Sutcliffe)‏ هو رياضياتي بريطاني، ولد في القرن العشرين.